# 戴于程
戴于程（1971年12月13日—），台灣棒球選手。
1988年就讀台北體專時加入棒球隊，畢業後因體重過重免服兵役，於1992年及1993年擔任味全龍隊練習生。
1994年考進輔仁大學三年級，擔任輔大職棒聯誼社首任社長，且代表輔大化身的養樂多成棒隊出場比賽。
1997年考上復興航空空服人員，但隨即在兄弟象隊於龍潭棒球場舉辦的新人測試會中脫穎而出，加入兄弟象隊。在擔任練習生一段時間後，正式在職棒比賽出場成為職棒球員。同年球季末因無出賽機會被釋出。其後曾在東園國小擔任教練。
2004年成為香港棒球總會客座教練。
2022年美國Rocks Basball負責人。教導LA地區少棒訓練。

## 基本資料
- 身高：174公分
- 體重：74公斤
- 投打習慣：右投左打
- 守備位置：三壘手
- 最高學歷：輔仁大學

## 經歷
- 中華職棒味全龍隊練習生
- 輔大職棒聯誼社社長
- 養樂多成棒隊
- 復興航空空服人員
- 中華職棒兄弟象隊
- 臺北縣安溪國小棒球隊教練
- 台北市東園國小棒球隊教練
- 香港棒球總會在2004年從台北聘請去香港做客座教練，目前則是擔任香港棒球總會的總教練，負責訓練香港棒球總會之年輕教練及球員，以提高香港棒球水平。2004年率領香港男子成棒隊曼谷第六屆亞洲杯棒球賽中，一舉打敗了冠軍隊泰國及實力強勁的印尼隊。[1][2]

## 加入電影圈
2007年香港新晋導演雲翔受邀為香港棒球代表隊拍宣傳片。在此之前從不知道香港竟然有棒球代表隊，他才發現球員高大英俊且談吐不俗，便決定將他們的故事拍成電影。於是構思拍攝一部有關香港棒球運動的電影《無野之城》，並邀請戴于程擔任演員之一，在電影他演回戴于程他自己。

## 曾演出電影
- 2008年 《無野之城》 合作演員：梁宇聰、香子俊、嚴維莎等
- 2011年 《愛很爛》 合作演員：盧希安、張馨云、徐瑞蓮等

## 現職
- 香港棒球總會客座教練
- 香港棒球代表隊教練

## 職棒紀錄
| 中華職棒 |        |      |      |      |        |        |        |        |      |      |        |      |        |        |
| 年度     | 出賽數 | 打數 | 得分 | 安打 | 二壘打 | 三壘打 | 全壘打 | 壘打數 | 打點 | 盗壘 | 四死球 | 三振 | 打擊率 | 球隊名 |
| 1997年   | 6      | 5    | 1    | 1    | 0      | 0      | 0      | 1      | 1    | 0    | 0      | 3    | 0.200  | 兄弟   |

## 外部連結
- 電影無野之城官方網頁
- 香港棒球總會（中國香港體育協會暨奧林匹克委員會會員機構） （页面存档备份，存于）

- 戴于程 下凡人間當起兄弟 （页面存档备份，存于）
- 香港棒球總會--精英教練團戴于程
- 戴于程在台灣棒球維基館上的頁面（繁體中文）